# Nives Radić
Nives Radić (Šibenik, 1985.) je hrvatska kickboksačica i boksačica iz Šibenika. U kickboksu natječe se u tehničkoj disciplini low kick i light contact i u full contactu. Natječe se i u tajlandskom boksu i mješovitim borilačkim vještinama. Matična joj je disciplina taekwondo po ITF-u. Visine je 175 cm. Bori se u kategoriji do 70 kilograma.
Taekwondoom se više bavila do 2003., a kad su ondje zabranili jake udarce, promijenila je disciplinu te prešla u kickboks, jer je često bila opominjana.
Hrvatska je boksačka reprezentativka i prvakinja u boksu. (2012., nakon jednogodišnje stanke u bavljenju športom). Članica je kickboxing kluba Dalmatino.
Europska je i svjetska prvakinja u kickboksu. Do prosinca 2012. osvojila je šest naslova europske prvakinje u različitim disciplinama.

## Kickboksačka karijera
2003. je godine na Svjetskom prvenstvu u kickboksu u full contactu u kategoriji do 70 kg po organizaciji WAKO u Parizu osvojila je broncu.
2004. je godine na Svjetskom prvenstvu u kickboksu u low kicku u kategoriji do 70 kg po organizaciji WAKO u Budvi osvojila je zlato. U završnici je pobijedila Ruskinju Svetlanu Andrejevu (3:0).
2005. je na Svjetskom prvenstvu u kickboksu u Maroku osvojila srebrnu medalju.
2007. je godine na Svjetskom prvenstvu u kickboksu u low kicku u kategoriji do 70 kg po organizaciji WAKO u Beogradu osvojila srebro. Na putu do zlata zaustavila ju je Marokanka Amzail Bouchra.
2008. je godine na Svjetskom prvenstvu u kickboksu u full contactu u kategoriji do 70 kg po organizaciji WAKO u Varni osvojila broncu.
2012. je godine na Europskom prvenstvu u kickboksu u low contactu u kategoriji do 70 kg u Ankari osvojila zlato.
2012. je godine na Svjetskom prvenstvu u kickboksu u full contactu u kategoriji do 70 kg u Bukureštu osvojila zlato, pobijedivši u završnici Poljakinju Beatu Lesnik. Tako je postala prva kickboksačica u povijesti koja je iste godine osvojila naslove u disciplini full-contacta i low kicka.
2015. je na 20. svjetskom prvenstvu u Beogradu po organizaciji WAKO osvojila je zlato u kickboksu u kategoriji "low kick" do 70 kg, a srebro su na istom prvenstvu osvojili Kristina Mijat, Marija Malenica i Antonio Plazibat.

## Savate karijera
2013. je u kategoriji do 75 kilograma osvojila je zlatnu medalju na Svjetskom prvenstvu u savate boksu održanom u Kini. Bilo joj je to prvo finale u savateu.

## Boksačka karijera
Svibnja 2012. je u kineskom Qinhuangdaou na Svjetskom prvenstvu u boksu po AIBA-i ispala u 1. krugu na bodove od Francuskinje Erike Guerrier (12:8).

## Vanjske poveznice
- Časopis Šibenik  Arhivirana inačica izvorne stranice od 11. ožujka 2013. (Wayback Machine) Naslovnica
- Sherdog Borbe Nives Radić